# Système d'aide à la conduite
Pour un article plus général, voir Aide à la conduite de véhicules.
 (septembre 2020).
Si vous disposez d'ouvrages ou d'articles de référence ou si vous connaissez des sites web de qualité traitant du thème abordé ici, merci de compléter l'article en donnant les références utiles à sa vérifiabilité et en les liant à la section « Notes et références ».
Le système d’aide à la conduite (automobile), ou système avancé d’aide à la conduite, (ADAS, de l'anglais : advanced driver-assistance systems) est un système de sécurité active d'information ou d'assistance du conducteur pour :
- éviter l'apparition d'une situation dangereuse risquant d'aboutir à un accident ;
- libérer le conducteur d'un certain nombre de tâches qui pourraient atténuer sa vigilance ;
- assister le conducteur dans sa perception de l’environnement (détecteurs de dépassement, de risque de gel, de piéton, etc.) ;
- permettre au véhicule de percevoir le risque et de réagir de manière anticipée par rapport aux réflexes du conducteur.

## Terminologie
Le terme « système d'aide à la conduite » s'emploie généralement au pluriel, les véhicules pouvant en effet être équipés de plusieurs de ces systèmes, ce qui est nuancé dans le règlement 171 (voir plus bas). D'autres appellations existent comme « système d'assistance à la conduite », « système avancé d'aide à la conduite » ou « système avancé d'assistance à la conduite ».
En France, depuis 2016, l'expression « système d'aide à la conduite » est recommandée officiellement par la Commission d'enrichissement de la langue française. Au Québec, elle est recommandée depuis 2020 par l'office québécois de la langue française.
Le règlement CEE-ONU 171 utilise le terme « système d’aide à la conduite (DCAS) », au singulier, pour l’ensemble du matériel et des logiciels capables d’aider le conducteur à contrôler durablement les mouvements longitudinaux et latéraux du véhicule, mais il utilise ce terme au pluriel pour des véhicules différents.

## Histoire
En 1969, la première génération d'un système antiblocage contrôlé électroniquement est présentée au Salon de l'automobile de Francfort (Internationale Automobil-Ausstellung ou IAA) par la compagnie américaine ITT Automotives qui avait racheté Alfred Teves GmbH,.
En France, en 1971, une commission est formée pour s'intéresser à la sécurité des véhicules et donc à l'aide à la conduite.
En 1986, dans le domaine de la sécurité routière, des appels d'offres sont lancés pour des « aides électroniques à la conduite ».
En 2000, l'ABS, l'ESP et l'antipatinage sont considérés comme des dispositifs perfectionnés d'aide à la conduite.
Entre 2000 et 2003, les bénéfices potentiels de certaines aides à la conduite — radar de régulation de distance ou Interurban ACC, Urban ACC et arrêt-démarrage automatique ou « Stop and Go », Lane Support Systems, Driver Monitoring System (en), Board Computer in trucks, Lane warning et Collision warning system — sont évaluées par une étude d'un projet Advisors,.
En 2019, la directive (UE) 2019/1936 du 23 octobre 2019 recommande une attention particulière à la lisibilité et à la détectabilité du marquage routier et de la signalisation routière, pour les conducteurs et les systèmes d’aide à la conduite. Il s'agit de l'une des premières mentions d'une adaptation de la route pour ces véhicules.
À partir de juillet 2024, dans l'Union européenne, certaines aides à la conduite deviennent obligatoires,.  À partir de juillet 2024, les aides obligatoires dans l'Union européenne peuvent comprendre le système d'adaptation intelligente de la vitesse (ISA) l'avertisseur de fatigue (en), l'assistance au freinage d'urgence (AEB) ou l’assistance au maintien dans la voie d'urgence.
La Suisse utilise le même type d'aides à la conduite que l'Union européenne.

## Enjeux
Différents ADAS permettent de réduire sensiblement le risque de collision. La réparation des capteurs renchérit le coût des réparations.

## Classification des aides en niveaux
Tout système allégeant et facilitant la tâche du conducteur peut être considéré comme une aide à la conduite automobile, ces systèmes sont classés aux niveaux 1 et 2. L'absence d'aide est associée au niveau 0.
Le niveau 1 correspond à une fonction de pilotage de la vitesse comme le radar de régulation de distance (ACC) ou de pilotage de la direction pour rester dans la voie.
Le niveau 2 concerne une combinaison de fonctions qui permet le contrôle latéral et longitudinal, c'est-à-dire qui associe le contrôle de la vitesse et de la direction. En Europe, ce type de système correspond au règlement DCAS. Toutefois, le fait de ne pas franchir les lignes de la voie et de maintenir la vitesse ne suffit pas à parler de conduite autonome, car d'autres événements se produisent au cours de la conduite et le conducteur doit la superviser, pour des raisons à la fois légales et pratiques.
Au niveau 3 et au-delà, il s'agit d'automatisation de la conduite plutôt que d'aide à la conduite. Certaines législations prévoient que le conducteur ne serait plus responsable de la conduite lorsqu'elle est déléguée à la voiture dans les conditions prédéfinies :
- au niveau 3, certaines législations — comme la législation française[19] — prévoient des véhicules dont la conduite est automatisée dans certaines conditions. Ces conditions permettront au conducteur de déléguer la conduite au véhicule. Le conducteur doit pouvoir reprendre la conduite lorsque nécessaire[18] ;
- au niveau 5 d'automatisation de la conduite des véhicules, il s'agit de véhicule entièrement automatisé, ou véhicule autonome[18].

## Usages et appropriation par les conducteurs

### Interaction utilisateur-système
Les systèmes d’aide à la conduite (ADAS) sont conçus avec une vision précise de leur utilisation et de leur utilisateur idéal, un script technique selon Madeleine Akrich [≪ Designers thus define actors with specific tastes, competences, motives, aspirations, political prejudices, and the rest, and they assume that morality, technology, science, and economy will evolve in particular ways. ≫]
Cependant, en pratique, les conducteurs ne suivent pas toujours ce scénario. Ils modulent les systèmes selon leurs préférences ou les désactivent dans certains contextes. Par exemple, le régulateur de vitesse adaptatif est souvent utilisé sur autoroute pour le confort, mais désengagé sur des routes sinueuses ou en trafic dense, où il peut gêner (ralentissements brusques, alertes intempestives) [≪ If you are driving on a country road and you reach a turn, then the car wants to slow down and I find it difficult to adjust the level of the system to something that feels comfortable ≫] Les conducteurs établissent ainsi un seuil de tolérance personnel, délégant des tâches au système uniquement quand il répond à leurs attentes.
Les interactions varient selon les individus. Certains, par réticence ou désintérêt, ignorent ces fonctions, se disant ≪ pas assez curieux ≫ ou capables de conduire ≪ très bien sans ≫ [≪ Some interviewees would present themselves as ”too lazy” or not ”interested” or ”curious enough” to figure out how the technologies worked or how to operate them. As a result, they chose instead to dismiss them and to ”only use a small portion of what the car has to offer” [...] they could drive ”just fine” without them. ≫]
D’autres, enthousiastes, explorent activement les limites des systèmes, comme l’Autopilote de Tesla, et les ajustent finement. Cette diversité reflète la flexibilité interprétative décrite par Pinch et Bijker : une technologie peut être perçue différemment – comme un gain de confort ou une intrusion – selon les usagers [≪ For the general public, in the beginning it meant an aesthetically awful accessory : ‘... messenger boys guffawed at the sausage tyre, factory ladies squirmed with merriment,
while even sober citizens were sadly moved to mirth at a comicality obviously designed solely to lighten
the gloom of their daily routine.’ ≫] L’appropriation individuelle joue donc un rôle clé dans l’interaction homme-machine, au-delà des seules spécifications techniques.

### Reconfiguration des pratiques de conduite
Les ADAS ne révolutionnent pas la conduite de manière radicale, mais la reconfigurent progressivement en s’intégrant aux pratiques existantes [≪ To the extent that the use of DA affected these routines, it was only in minor ways, such as making daily car rides more comfortable ≫] Par exemple, le régulateur adaptatif rend les longs trajets plus confortables en réduisant la fatigue, sans changer les habitudes de déplacement [≪ [...] it just makes driving a bit more comfortable. I have noticed that when I use the accelerator in a normal car [without DA], my foot actually starts to hurt, but if you use DA you will relax much more. You get less tense and you have a more comfortable driving experience. ≫] Certains conducteurs adoptent une conduite plus douce (accélérations et freinages modérés), améliorant la sécurité ressentie [≪ DA was understood as augmenting their driving to improve their safety. This was often attributed to more advanced DA systems that could automatically stop the car or slow down its speed when sensing an obstacle such as a pedestrian stepping onto the road ≫] Toutefois, ces changements restent graduels : même avec une assistance au maintien de voie, les conducteurs gardent les mains sur le volant et interviennent si nécessaire [≪ I never keep my foot far away from the pedals, and if I feel like it does something strange I adjust it myself ≫] La conduite devient une pratique hybride, mêlant contrôle humain et automatisation partielle, et exige de nouvelles compétences, comme savoir quand activer ou désactiver le système [≪ The use of DA can thus be described as a hybrid practice, partly consisting of the driver’s own cognition and driving skillset and partly the technological automation enabled through
DA systems. ≫]
Des usages inédits émergent également. Certains expérimentent les ADAS par curiosité, effectuant des trajets pour les tester [≪ Some also described a new practice in which they found themselves driving just for the sake of the excitement of testing new technologies. ≫]  
À l’inverse, d’autres privilégient une conduite traditionnelle, valorisant le contrôle total : un conducteur expliquait préférer une ≪ vraie voiture ≫ sans aide, pour rester ≪ maître à bord ≫ [≪ Moreover, some argued that they preferred the ”proper” fully manual way of driving, like they had been taught in traffic school. In discussing this aspect, interviewees highlighted the more emotional or tactile aspects of driving, such as explaining how they enjoyed shifting gears themselves ≫] Ces variations montrent que la conduite assistée porte des significations multiples – progrès technologique ou perte d’autonomie – selon les usagers.

### Enjeux sociotechniques
L’appropriation des ADAS influence leur succès. 
Selon les STS, l’adoption d’une technologie dépend de son alignement avec les besoins et valeurs des usagers [≪ the SCOT method of describing technological artefacts [...] suggest a way forward. [...] the sociocultural and political shapes its norms and values, which in turn influence the meaning given to an artefact ≫] Les retours d’expérience des conducteurs, notamment les utilisateurs-expérimentateurs (ex. propriétaires de Tesla signalant des dysfonctionnements), orientent l’évolution des systèmes [≪ Systems like those
installed by Tesla that continuously collect data from the drivers were important in making this role of participation explicit, and thus also making the driver attentive and reflexive about how they used the technologies and their malfunctions ≫]  À l’opposé, le non-usage ou la méfiance peuvent limiter leur diffusion, incitant les concepteurs à adapter le design (ergonomie, alertes) aux pratiques réelles.  
L’automatisation partielle soulève aussi des  questions de sécurité et de responsabilité. Le conducteur, tenu de superviser le système, risque de relâcher son attention tout en devant intervenir en cas de défaillance, créant un équilibre fragile entre surconfiance et sous-utilisation [≪ technologies decreased their attention towards the road, as DA systems enabled them to multitask ≫] Cela implique une formation adaptée pour maîtriser les ADAS et une évolution des réglementations sur la responsabilité en cas d’accident se basant alors sur la législation.  
Enfin, les ADAS s’inscrivent dans un réseau sociotechnique plus large (infrastructures, acceptation sociale). Leur adoption, progressive et non linéaire, dépend autant des usages que des avancées techniques [≪ Our analysis suggests that automation is likely to be an incremental and gradual process and that its eventual application depends on the specificities of the practices that it seeks to disrupt ≫] Les pouvoirs publics et industriels doivent ainsi accompagner les conducteurs, en ajustant les systèmes à leurs retours, pour en maximiser l’effet.

## Concept et exemples de systèmes d'aide à la conduite
Les ADAS sont un concept d'aide à la conduite mais ils n'incluent pas des fonctions autonome comme l'Automated Lane Keeping System d'après le gouvernement britannique.

### Sécurité

#### Systèmes de contrôle longitudinal

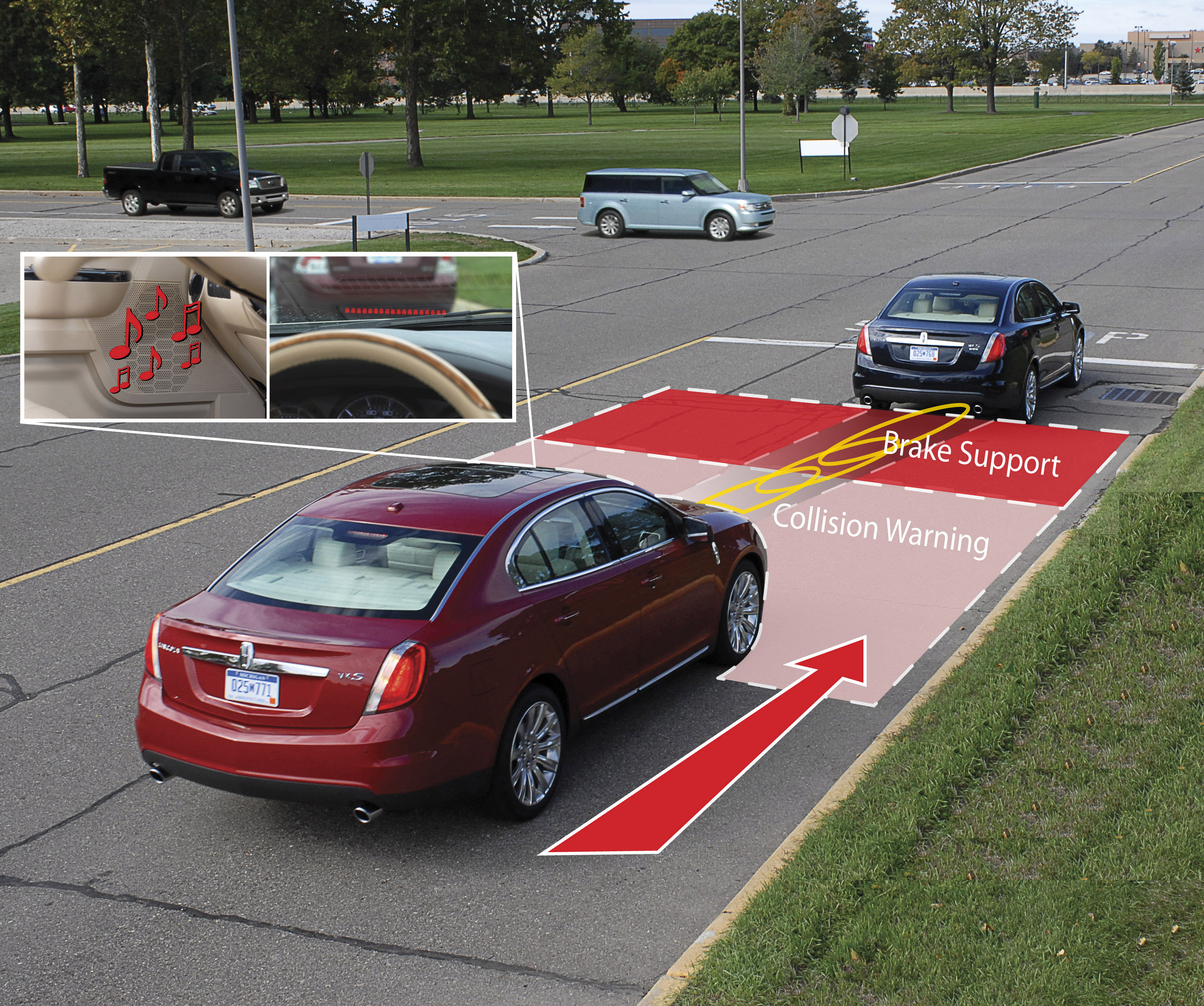
L'AEB peut émettre un signal sonore et freiner de manière autonome dans certaines situations.

- Aide au freinage d'urgence : système qui détecte les freinages d'urgence et amplifie la force du freinage exercée par le conducteur. Il est couplé à un allumage automatique des feux de détresse pour avertir les véhicules qui suivent de la décélération forte du véhicule.
- Anti-blocage des roues (ABS) : système qui évite le blocage complet des roues en cas de freinage fort.
- Freinage automatique d'urgence (AEB) ou (AEBS) : un radar mesure la distance ainsi que la vitesse de rapprochement des obstacles permettant de conserver une distance de sécurité même sans l'attention du conducteur et, ou, lorsque le véhicule détecte un risque de collision le système freine automatiquement.
- Limiteur de vitesse : limiteur programmable par le conducteur évitant de dépasser une vitesse maximum sélectionnée.
- Régulateur de vitesse : automate permettant de maintenir une vitesse sans action du conducteur sur les commandes.
- Régulateur de vitesse adaptatif (ACC) : à l'aide d'un radar qui mesure la distance par rapport au véhicule suivi, le système adapte la vitesse de consigne du régulateur de vitesse pour maintenir une distance de sécurité préprogrammée.
- Adaptation intelligente de la vitesse (ISA) : système d'aide à la conduite automobile qui évite au véhicule de dépasser une vitesse limitée. Ainsi, en cas d'excès de vitesse, le véhicule peut alerter le conducteur humain, voire réduire automatiquement sa vitesse.

#### Systèmes de contrôle latéral
- Aide au maintien dans la file de circulation (LKA) : le système repose sur une caméra qui permet de surveiller la trajectoire du véhicule et de corriger la trajectoire par un léger coup de volant[33].
- Correcteur électronique de trajectoire (ESP, ESC, DSC) : système qui détecte les pertes d'adhérence en virage et qui contrôle le freinage de chaque roue pour éviter une déviation de la trajectoire du véhicule.
- Détecteur de conditions d'adhérence, (DST)[réf. nécessaire]

#### Systèmes d'alerte

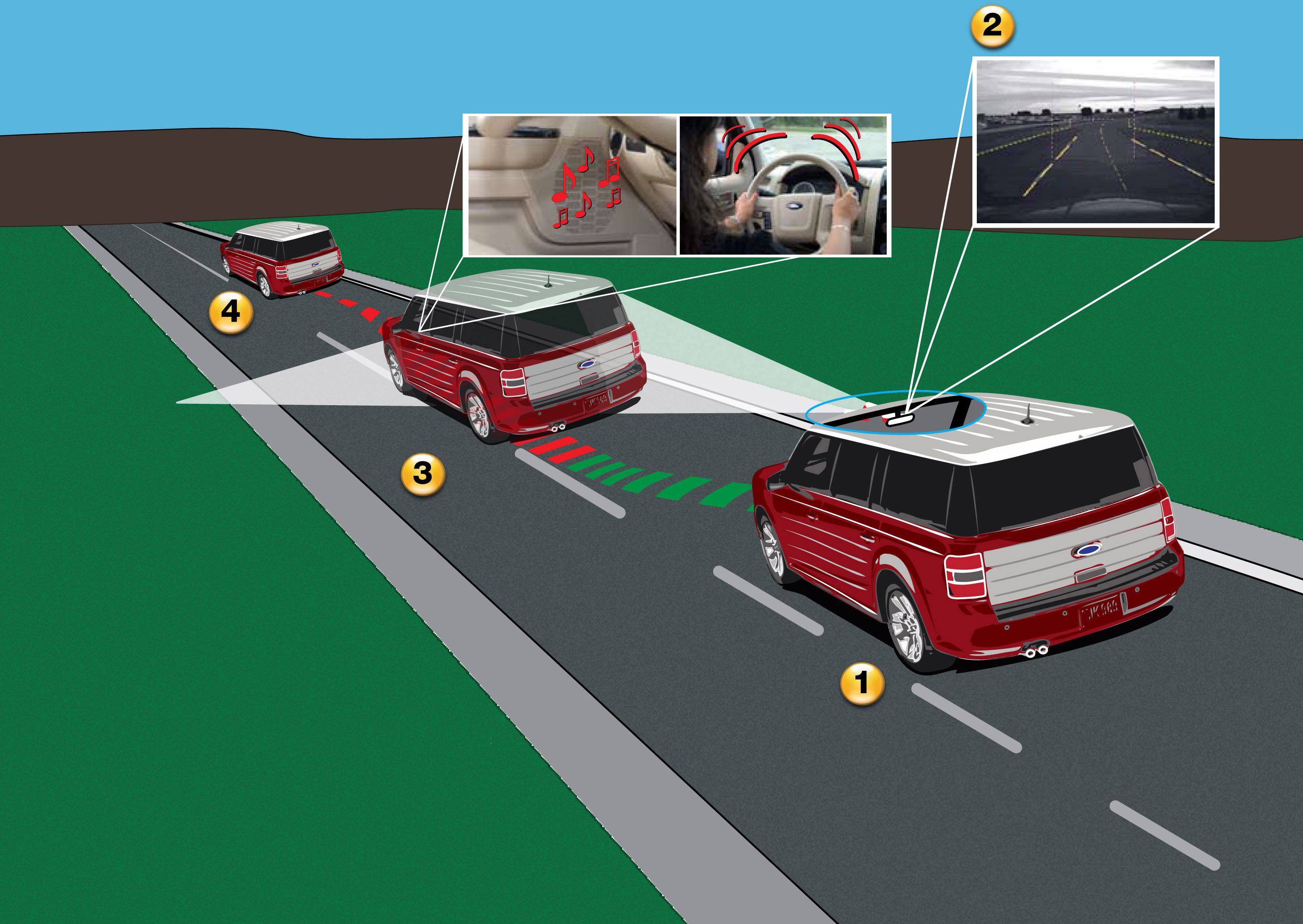
1. Trajectoire normale de la voiture
2. Trajectoire prévue de la voiture
3. Avertissement en cas de dépassement (vibration)
4. Retour à la trajectoire prévue.

Différents systèmes permettent l'alerter le conducteur sur l’environnement du véhicule :
- détection de piétons ;
- détecteur de fatigue, d'inattentions et de vigilance du conducteur. Certaines technologies[34] utilisent deux sources d’informations[35] :
  - l'analyse du visage du conducteur grâce à une caméra,
  - l'analyse des mouvements du volant corrélée avec d'autres données (heure, durée du trajet…)[36] ;
- alerte de franchissement involontaire de ligne (AFIL, LDW) : le système avertit le conducteur du franchissement d'une ligne blanche alors que le clignotant n'a pas été enclenché.
- avertisseur d'angle mort (BLIS, BSW) : le système alerte le conducteur de la présence d'un véhicule dans la zone d'angle mort ;
- alerte de distance de sécurité (ADS, DW) : le système mesure la distance qui sépare le véhicule du véhicule suivi, et avertit le conducteur en cas de non-respect des distances de sécurité ;
- lecture de panneaux de signalisation (TSR) : une caméra positionnée à l'avant du véhicule lit les panneaux de signalisation et génère des avertissements variés à destination du conducteur.

#### Aides au stationnement
- Radar de recul : lorsque le véhicule avance à faible vitesse, le système détecte les obstacles aux alentours et en informe le conducteur.
- Caméra de recul : caméra positionnée à l'arrière du véhicule, qui montre la zone arrière au conducteur quand la marche arrière est enclenchée.
- Caméra 360° : système combinant les images de plusieurs caméras positionnées autour du véhicule pour offrir au conducteur une vue à 360° de l'environnement.
- Mesure de place disponible : lorsque le véhicule est en mouvement, le système scanne les environs à la recherche de places de stationnement adaptées au gabarit du véhicule, et signale quand la place libre est correcte.
- Stationnement automatique : à la demande du conducteur, le véhicule recherche une place de stationnement adaptée à son gabarit, puis automatise une partie de la manœuvre en fonction de son niveau[37] :
  - stationnement mains libres : prend le contrôle de la direction assistée, laissant le contrôle longitudinal (accélération, freinage) au conducteur ;
    - stationnement mains libres freineur : prend le contrôle de la direction assistée et du freinage, laissant l'accélération au conducteur.

  - stationnement automatique : prend le contrôle de la direction assistée, de l'accélération et du freinage.

### Confort et commandes simples

#### Confort
Le confort du conducteur permet de maintenir sa vigilance et sa réactivité. Différents systèmes sont utilisés dans ce but :
- direction assistée pour réduire la résistance au changement de direction ;
- aide à la navigation par GPS et avertisseur de zone dangereuse, c'est-à-dire des travaux, un embouteillage, un accident, un danger… (anciens avertisseurs de radar[38]) ;
- aide au démarrage en côte, frein de stationnement et de secours électrique ;
- affichage tête haute des informations (vitesse, limitation de vitesse, temps de suivi…) permettant au conducteur de ne pas avoir besoin de détourner son regard de la route ;
- climatisation automatique.

#### Commandes automatisées
Certaines tâches peuvent être automatisées par l'adjonction de capteurs :
- système d'arrêt-démarrage automatique en cas d’arrêt « prolongé » du véhicule limitant sa pollution ;
- allumage automatique des feux de croisement couplé à un capteur de luminosité permettant d'améliorer la sécurité routière ;
- commutation feux de croisement à feux de route automatique réduisant la nuisance en cas de croisement avec un autre véhicule ;
- essuie-vitre automatique couplé à un capteur d'eau de pluie permettant au conducteur de se focaliser sur sa conduite ;
- aide au démarrage en côte empêche le véhicule de reculer lors de la manœuvre de démarrage dans une pente, préservant la sécurité du véhicule ou des usagers situés juste derrière.

### éco
Des systèmes avancés d'aide à la conduite existent pour optimiser les flux dans le moteur.
Arrêt-démarrage du moteur lors des arrêts du véhiculesystème qui coupe et remet en marche automatiquement le moteur à combustion interne lors des arrêts du véhicule afin de réduire le temps pendant lequel le moteur tourne au ralenti.
Éco-roll sans arrêt-démarrage du moteursystème qui découple automatiquement le moteur à combustion interne de la transmission dans des conditions de conduite en descente spécifiques avec gradients négatifs faibles.
Éco-roll avec arrêt-démarrage du moteursystème qui découple automatiquement le moteur à combustion interne de la transmission dans des conditions de conduite en descente spécifiques avec pentes négatives faibles.
Régulateur de vitesse prédictif (PCC)système qui optimise l'utilisation de l'énergie potentielle au cours d'un cycle de conduite sur la base d'une prévisualisation disponible de données relatives à la déclivité de la route et de l'utilisation d'un système de navigation satellitaire.

### Visuels
| logo | Description                        |
| ---- | ---------------------------------- |
|      | ABS                                |
|      | Antipatinage                       |
|      | ESC                                |
|      | Indicateur TPMS de faible pression |
|      | Ceintures de sécurité non bouclées |
|      | Régulation de vitesse              |

## Prévalence

### Prévalence du niveau 0 et 1 en France
En France, en 2018,
- l'ABS est présent sur 61 % des véhicules dont le conducteur parcourt moins de 4 000 kilomètres annuels, et 95 % des véhicules dont le conducteur parcourt plus de 20 000 kilomètres annuels[40] ;
- un système d'assistance de vitesse est présent sur 38 % des véhicules dont le conducteur parcourt moins de 4 000 kilomètres annuels, et 71 % des véhicules dont le conducteur parcourt plus de 20 000 kilomètres annuels[40] ;
- un système de navigation par satellite est présent sur 38 % des véhicules dont le conducteur parcourt moins de 4 000 kilomètres annuels, et 61 % des véhicules dont le conducteur parcourt plus de 20 000 kilomètres annuels[40] ;
- un système d'aide au stationnement est présent sur 21 % des véhicules dont le conducteur parcourt moins de 4 000 kilomètres annuels, et 58 % des véhicules dont le conducteur parcourt plus de 20 000 kilomètres annuels[40] ;
- un système d'aide au maintien dans la voie  est présent sur 4 % des véhicules dont le conducteur parcourt mois de 4 000 kilomètres annuels, et 17 % des véhicules dont le conducteur parcourt plus de 20 000 kilomètres annuels[40].

### Prévalence du niveau 2 en Europe
En Europe, au deuxième trimestre 2018, 3 % des voitures vendues ont un niveau 2 d'aide à la conduite.
En Europe, au deuxième trimestre 2019, 325 000 voitures sont vendues avec une aide à la conduite de niveau 2, c'est-à-dire 8 % des nouvelles voitures vendues.
Le graphique qui aurait dû être présenté ici ne peut pas être affiché car il utilise l'ancienne extension Graph, désactivée pour des questions de sécurité. Des indications pour créer un nouveau graphique avec la nouvelle extension Chart sont disponibles ici.

Les principales marques dotées du niveau 2 sont incluent : Audi, Alfa Romeo, BMW, Mercedes-Benz, Tesla, Volvo, Citroën, Ford, Hyundai, Kia, Mazda, Nissan et Peugeot.
La définition du niveau 2 est atteinte par l'AutoPilot de Tesla, le Pilot Assist de Volvo et le ProPILOT Assist de Nissan.

## Conséquences sur le conducteur
(mars 2020).

### Le rôle du logiciel
Avec plusieurs millions de lignes de code, les véhicules modernes contiennent de multiples logiciels. La présence d'ordinateur dans les ADAS change la nature de l'automobile.
Toutefois, les ADAS sont des « boites noires » pour les utilisateurs, à l'occasion d'un accident voire d'un dysfonctionnement, il faut l'intervention d'experts avec l'aide de logiciels spécialisés pour tenter de récupérer des données sur le fonctionnement des ADAS, en pratique les constructeurs et fabricants de ces équipements sont les mieux équipés pour enquêter.
La présence de logiciels dans les ADAS pose la question de leur mise à jour et, de l’information de l'utilisateur de la mise à jour des logiciels.

### Pilotage des ADAS
Les ADAS sont commercialisés avec un discours commercial supposant que l'ADAS supprime tous les risques et n'en crée pas de nouveau. En fait, certaines limitations existent :
- certains AEBS détectent mal les remorques vides et surbaissées de certains poids-lourds semi-remorques, alors que le conducteur s'attend à un freinage automatique[42] ;
- certains régulateurs adaptatifs ne sont pas capables de réagir correctement à un véhicule changeant de file, car ils ne reconnaissent que les véhicules présents dans la même file, cela conduit à un freinage tardif, et à un potentiel accident[42] ;

L'un des nouveaux risques engendrés par les ADAS et leur engagement par le conducteur dans des situations que l'ADAS ne sait pas gérer. Ceci peut conduire à des accidents.
Les ADAS peuvent induire une charge de pilotage supérieure pour le conducteur, et conduire le conducteur à quitter la circulation de vue pour ajuster les fonctions de pilotages comme le régulateur de vitesse, les deux pouvant créer des nouveaux risques d'accident.
Certains ADAS sont incapables de fonctionner correctement dans des courbes serrées ou dans des carrefours giratoires[Lesquels ?], mais restent engagés malgré cela.

### Problème des manuels de conduite et de l'information
Certains manuels de conduite décrivent de manière imprécise le fonctionnement des ADAS.
Par exemple, le manuel d'un conducteur engagé dans le centre d'un carrefour giratoire avec la fonction Autosteer décrit cette fonction comme ne devant être utilisée que sur autoroute en précisant des restrictions de vitesse pour son utilisation en agglomération, mais sans avertir de l'incapacité du système à fonctionner sur les carrefours giratoires.
Les manuels sont souvent très longs et contiennent des descriptions d'équipements qui ne sont pas dans les véhicules. Ces mêmes manuels, sont parfois perçus comme incomplets par les utilisateurs. Les utilisateurs échouent aussi dans la pratique de la conduite à mettre en œuvre toutes les recommandations relatives à l'usage de ces fonctions autonomes. L'auteur en déduit que les conducteurs ne bénéficient pas des instructions adéquates à l'usage de tels systèmes.
Certains constructeurs comme la marque Volvo offrent une formation à leurs clients néerlandais sur l'utilisation des ADAS. Mais actuellement la législation sur la formation et les informations sur les ADAS est plutôt peu développée, alors même que les vendeurs et les importateurs peuvent être avoir des connaissances très limitées sur les ADAS sans jouer aucun rôle dans l'information du consommateur. Pour cette raison, certains fabricants forment leurs revendeurs et leurs importateurs aux ADAS.

### Évènements inattendus
Au Japon, 24 % ont expérimenté un évènement inattendu lié à un ADAS.
Le graphique qui aurait dû être présenté ici ne peut pas être affiché car il utilise l'ancienne extension Graph, désactivée pour des questions de sécurité. Des indications pour créer un nouveau graphique avec la nouvelle extension Chart sont disponibles ici.

### Formation à la conduite
La législation européenne relative à l'apprentissage de la conduite ne prend pas spécifiquement en compte les ADAS.
Aux Pays-Bas, les épreuves pratiques de l'examen de conduite ne mettent pas en œuvre l’utilisation des ADAS. La non-homogénéisation des ADAS ne permet pas leur apprentissage en auto-école. Toutefois des questions sur les ADAS peuvent être posées au cours de l'épreuve théorique. Les auto-écoles ne sont pas équipées d'ADAS, car les ADAS équipent des véhicules à boite automatique qui ne permettent pas au nouveau conducteur la conduite d'un véhicule à boite manuelle.
Aux États-Unis, le National Safety Council, l’équivalent du Conseil national de la sécurité routière, a lancé la plateforme My Car Does What, destinée à éduquer les conducteurs sur l’utilisation des nouvelles technologies pour assurer une conduite plus sûre.

### Responsabilité de la conduite
Le présence d'ADAS peut poser des questions de responsabilité de la conduite, soit que le conducteur croie que l'ADAS est engagé alors qu'il ne l'est pas, soit que l'ADAS s'attende à une reprise en main par le conducteur, alors que le conducteur ne l'anticipe pas.
Certaines fonctions disposent de divers modes de fonctionnement insensiblement différents les uns des autres dans leur fonctionnement ou dans leur indicateurs audio-visuels facilitant l'erreur du conducteur.
Ainsi, un conducteur qui croit avoir engagé à la fois une fonction de régulateur adaptatif (ACC) et une fonction de maintien dans la voie (LKA) peut provoquer une collision frontale sur une route bordée d'arbres et tuer la partie venant en sens inverse. Le freinage automatique d'urgence n'est pas toujours prévu pour s'engager en cas de risque de collision frontale. De plus, le conducteur n'a pas toujours conscience de ce qui se passe du fait qu'il est distrait par le pilotage de l'ADAS.
Dans tous les cas, les fabricants ne sont pas juridiquement responsables d'un accident, le conducteur l'étant déjà.

## Risques associés
Si certains systèmes augmentent l'efficacité de la conduite normale, ils peuvent aussi être source de risques et contraires à la sécurité si :
- leur fiabilité n'est pas toujours suffisante (par exemple, certains systèmes utilisant les signaux GPS peuvent se trouver induit en erreur par les échos générés par les façades (par exemple en ville) et les falaises (par exemple dans les vallées profondes des montagnes) ;
- si leur usage est détourné par le conducteur qui serait tenté (consciemment ou non) d'augmenter sa prise de risques au volant (homéostasie du risque)[45].

Une étude de Vinci autoroutes et de la MAIF suggère que le régulateur de vitesse adaptatif et l'assistance au franchissement de ligne peuvent faire perdre de la vigilance sur autoroute en augmentant le temps de réaction du conducteur. De même les États-Unis et le Canada font des constats similaires.

## Évaluation de la conduite assistée par l'Euro NCAP
En 2018 et 2020, l'Euro NCAP a effectué des évaluations de la conduite assistée.
En 2018, l'évaluation concernait l'assistance au conducteur, en particulier en ce qui concerne le contrôle longitudinal (vitesse, distance de sécurité par rapport à la voiture qui précède) et le contrôle latéral (maintien du véhicule sur la bande), ainsi que l'AEB.
En 2020, les essais s'articulent autour de la compétence d'assistance (équilibre entre l'engagement du conducteur et l'assistance du véhicule) et la sécurité auxiliaire.
En 2020, l'Euro NCAP effectue une évaluation de la conduite assistée. Les points évalués sont les suivants[réf. non conforme] :
- engagement du conducteur
  - information du consommateur
  - statut du système
  - monitoring du conducteur
  - collaboration du conducteur
- assistance du véhicule
  - assistance en vitesse (panneau de limitation de vitesse, croisements)
  - adaptative cruise control (ACC)
  - assistance de centrage dans la voie, en courbe
- sécurité de secours
  - gestion des échecs système
  - gestion du conducteur attentiste
  - évitement des collisions

## Règlementation

### Règlement sur la direction
Le règlement 79 de la Commission économique pour l'Europe des Nations unies (CEE-ONU), relatif à l'homologation des véhicules en ce qui concerne l'équipement de direction considère : 

« Les systèmes dans lesquels le conducteur conserve la conduite du véhicule, mais avec l'aide de signaux émis à bord de ce dernier qui influencent le système de direction, sont appelés «systèmes actifs d'aide à la conduite »

— Règlement 79,[réf. non conforme]

### Règlement des véhicules agricoles et forestiers
En 2013, le règlement (UE) 167/2013 du 5 février 2013 concernant la surveillance du marché des véhicules agricoles et forestiers qui vise notamment à réglementer les systèmes d’aide à la conduite de ces véhicules.

### Règlement DCAS (Driver Control Assistant System) 2024-2025
Les DCAS (Driver Control Assistant System offrent des fonctions d’aide à la conduite pour l'automobile, définies au sein de la Task Force ADAS (GRVA Nations unies,). Ce type de fonction couvre les systèmes d’aide à la conduite de niveau SAE 2 qui ne sont pas réglementés dans le règlement de la CEE-ONU (ou ECE en anglais) R79 relatif aux équipements de direction. Ces fonctions de direction encadrées par le règlement R79 sont les suivantes : l’assistant au maintien dans la voie, l’assistant au centrage, au positionnement dans la voie, l’assistant au changement de voie, l'assistant au parcage, au parcage télécommandé, la fonction d'atténuation des risques.
Ainsi, toutes les autres fonctions d'aide à la conduite devront être homologuées par la réglementation DCAS.
Le règlement DCAS, ou règlement 171, est relatif au « système d'aide au contrôle du conducteur » selon la traduction littérale ou aux « systèmes d’aide au contrôle du véhicule » (DCAS) selon le texte des rapports du Forum mondial de l’harmonisation des Règlements concernant les véhicules sur sa 192e session.
Le préambule du règlement 171 donne quelques explications sur la relation entre le DCAS et le conducteur :
- « Le présent règlement de l’ONU porte sur les systèmes d’aide à la conduite (DCAS), qui constituent un sous-ensemble des systèmes avancés d’aide à la conduite (ADAS) » ;
- « Le DCAS fournit des informations suffisantes pour permettre au conducteur de superviser l’assistance fournie. »

#### Première version
Ce règlement DCAS serait applicable aux deux catégories de véhicules M et N, couvrant principalement et respectivement le transport de personnes et le transport de biens.
Quelques exemples de fonctions d’aide à la conduite DCAS: Assistant de recentrage dans la voie par des accélérations latérales maximum supérieures à 3 m/s2 ; manœuvre avec changement de voie initiée par le conducteur ; manœuvre initiée par le système hors autoroute ; système permettant de quitter la voie pour éviter un obstacle, en conduite urbaine ; système permettant de tourner à une intersection ; système permettant de prendre la sortie d’un rond-point.
Toutes ces fonctions seront sous la responsabilité du conducteur, qui devra toujours avoir les mains sur le volant.
Il existera une autre catégorie de fonction dans la réglementation DCAS, celle toujours de niveau d'automatisation SAE 2, qui permettra de ne plus avoir les mains sur le volant, tout en maintenant le conducteur attentif (level 2 hands-free).
Le GRVA a adopté la première version de ce texte en Janvier 2024. Elle couvrira les fonctions avec mains sur volant. Un constructeur automobile pourrait demandé une homologation de son système DCAS à partir d'octobre 2024. Le règlement DCAS sera référencé CEE-ONU (ou ECE en anglais) R171.
Le 26 février 2024, l'Union européenne a convenu d'adopter ce texte lors de sa 192e session, du 5 au 8 mars 2024.
Ce règlement 171 a été adopté par la CEE-ONU en février 2024 pour entrer en vigueur le 22 septembre 2024 dans les États qui y participeront, conformément aux règles établies par l'accord de 1958,. La conférence de presse considère le DCAS comme une étape majeure quand la technologie d'assistance va ouvrir la voie vers l'automation[réf. non conforme], d'après Richard Damm. Cette version du règlement porte le nom de "00 series".
Selon la CEE-ONU, le règlement 171 entre en vigueur au 22 septembre 2024 (dans les pays concernés).
Ce règlement permettrait notamment les systèmes Ford BlueCruise.

#### Version suivante, Série 01
La Série 01 du règlement UN R171 a été adopté par le GRVA de septembre 2024. Il sera confirmé par le WP29 de mars 2025. Il rentrera en vigueur en septembre 2025, avec une date nouveau Type en septembre 2027 et une date Tout Type en septembre 2030.
Cette nouvelle série permettra l'homologation des fonctions de niveau SAE 2, le conducteur aura la possibilité de lâcher des mains du volant, de ne pas mettre les pieds sur les pédales, par contre, il devra surveiller son environnement, et donc rester maître de la conduite de son véhicule.
C'est la première réglementation mondiale sur cette fonction. Elle est appelée aussi Level 2+, Level Hands Off ou Level Hands free. 
Cette fonction n'est permise que sur autoroute. 
Dans la même série 01, les fonctions d'assistance de changement de voie initiées par le système sont permises que sur autoroute et lorsque le conducteur tient son volant.
Cette réglementation doit concerner ceux des pays qui suivent le réglement CEE-ONU comme l'Union européenne, le Japon, la Corée du Sud, sauf s'ils s'y opposent.

#### Critiques du DCAS
L'ETSC a critiqué certains aspects du DCAS. Elle estime notamment que, pour le grand public, le DCAS peut flouter la ligne entre une assistance de niveau 2 et un système de niveau 3, alors que cette dernière engage la responsabilité de fabricant. Une autre critique indique que les systèmes de niveau 2 pourraient être moins sûrs que les systèmes de niveau 3[réf. non conforme],.
L'ETSC estime que la conduite automatisée pourrait être plus sure que le DCAS,.

#### Véhicules concernés
Concernant les fonctions DCAS ou similaires, certaines marques comme Tesla ou Ford Bluecruise souhaitent obtenir une approbation pour leurs véhicules et systèmes[réf. non conforme].

## Fournisseurs
Mobileye par des partenariats avec des industriels automobiles dispose de l'expérience d'un million de voitures en circulation qui ont parcouru un milliard de kilomètres en 2021.